# Malstaffel
Malstaffel (auch: Malrabatt) ist ein Begriff in der Werbeindustrie, der einen gestaffelten Wiederholungsrabatt bezeichnet, der dem werbenden Unternehmen für das mehrfache Schalten eines (identischen) Werbemittels im gleichen Werbeträger gewährt wird.
Die Praxis ist vor allem in der Anzeigenwerbung verbreitet. Hier werden Malrabatte häufig auch gewährt, wenn sich der Text der Anzeige zwischen den Ausgaben ändert, solange das Format gleich bleibt.